# Cupressus cashmeriana
Cupressus cashmeriana är en cypressväxtart som beskrevs av John Forbes Royle och Élie Abel Carrière. Cupressus cashmeriana ingår i släktet cypresser, och familjen cypressväxter. IUCN kategoriserar arten globalt som sårbar. Inga underarter finns listade i Catalogue of Life.

## Bildgalleri

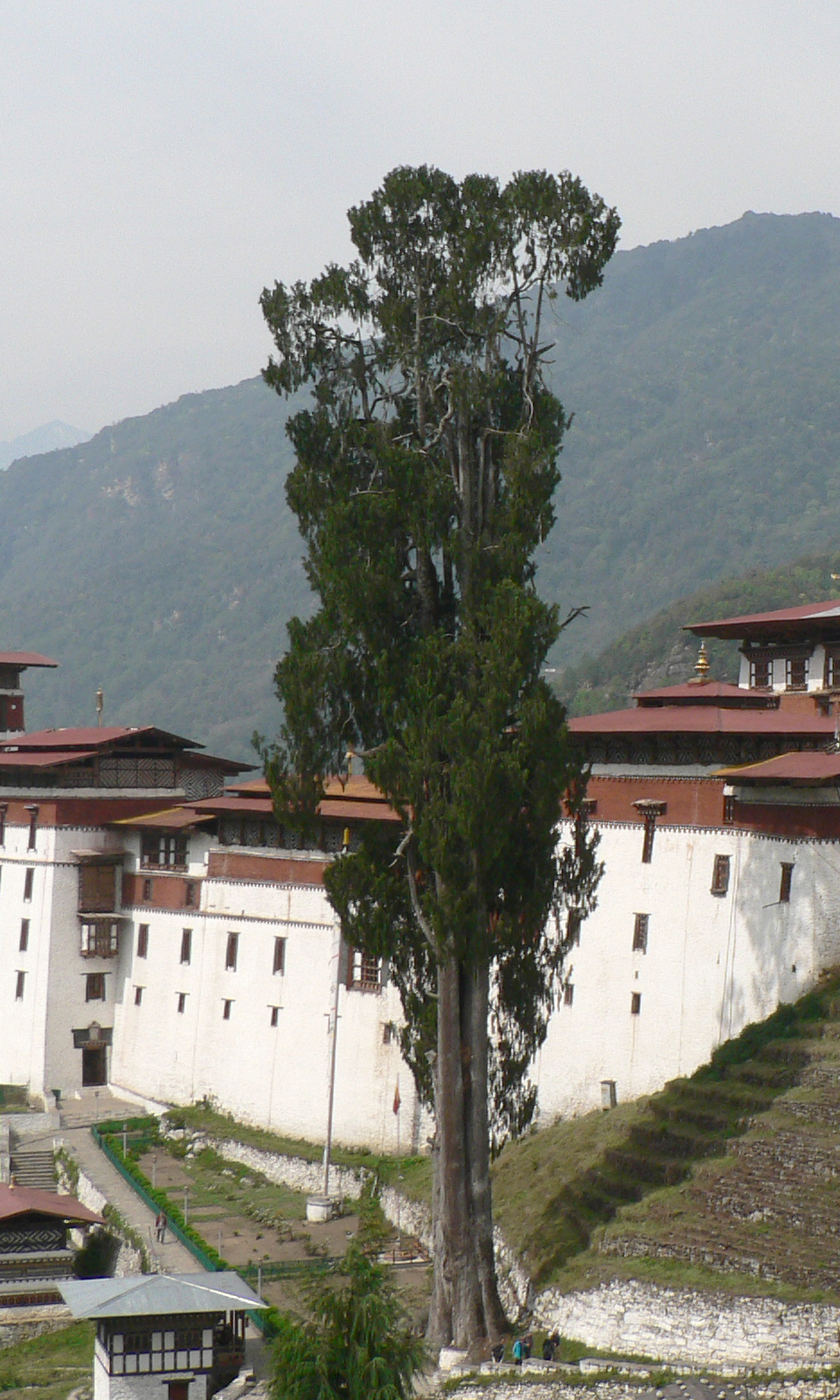
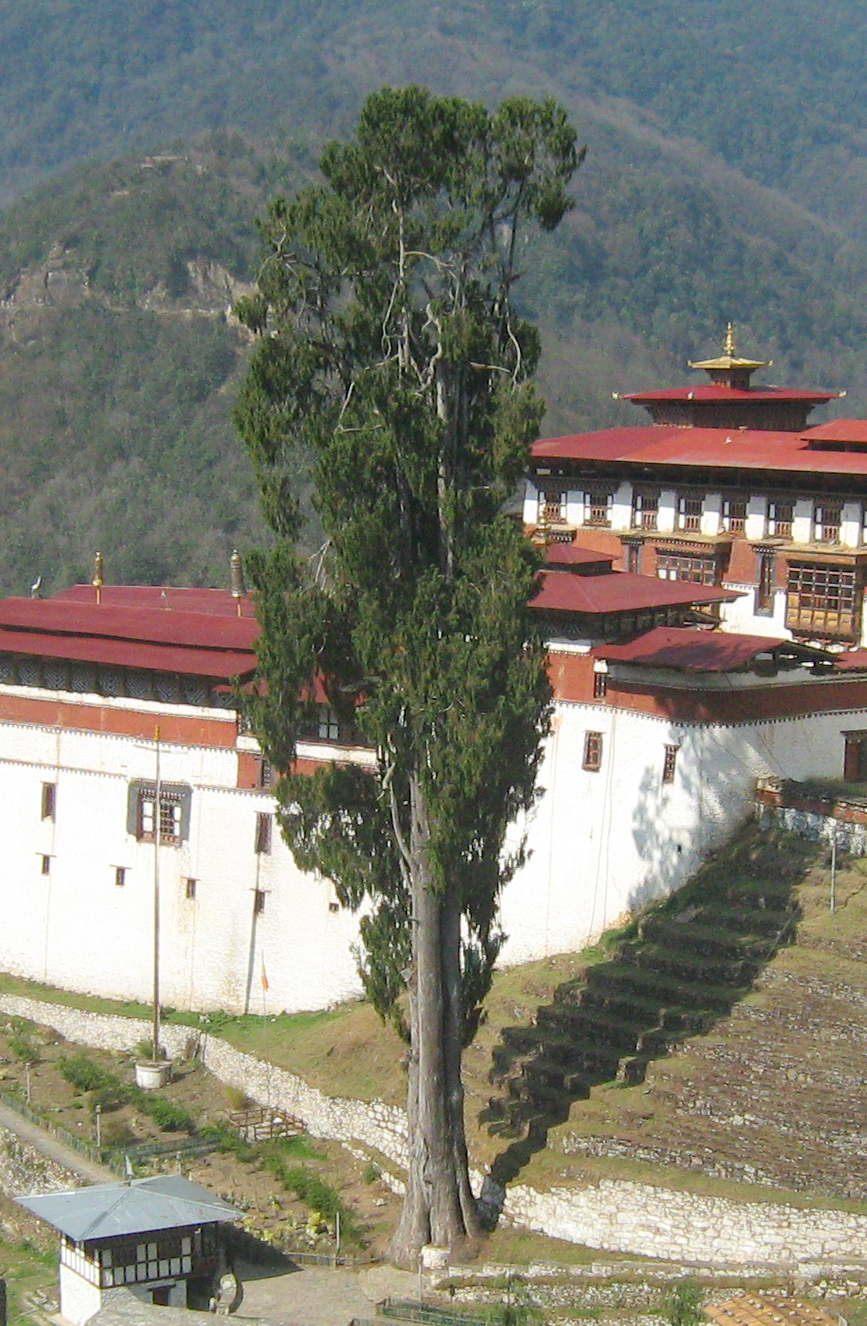
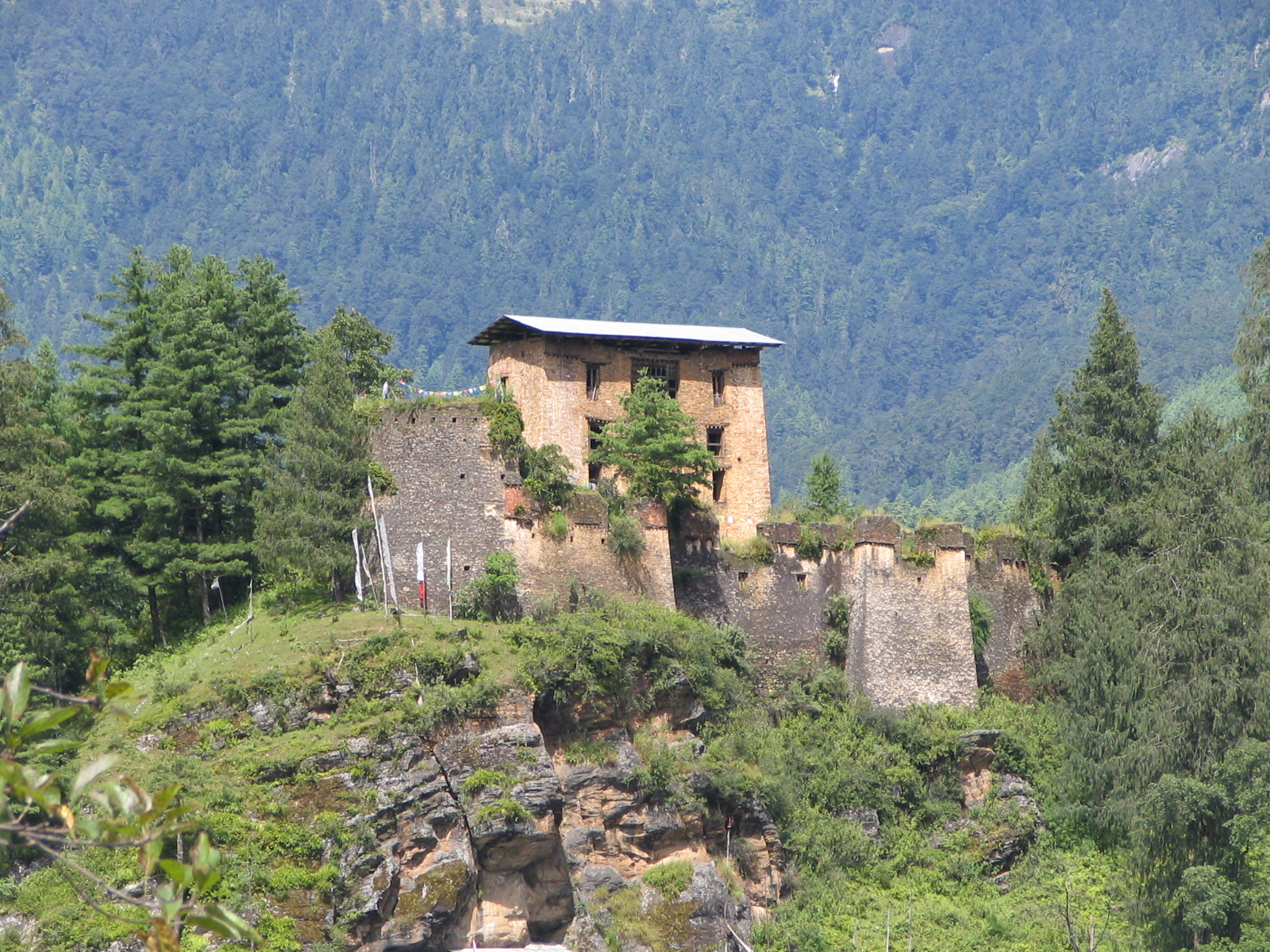
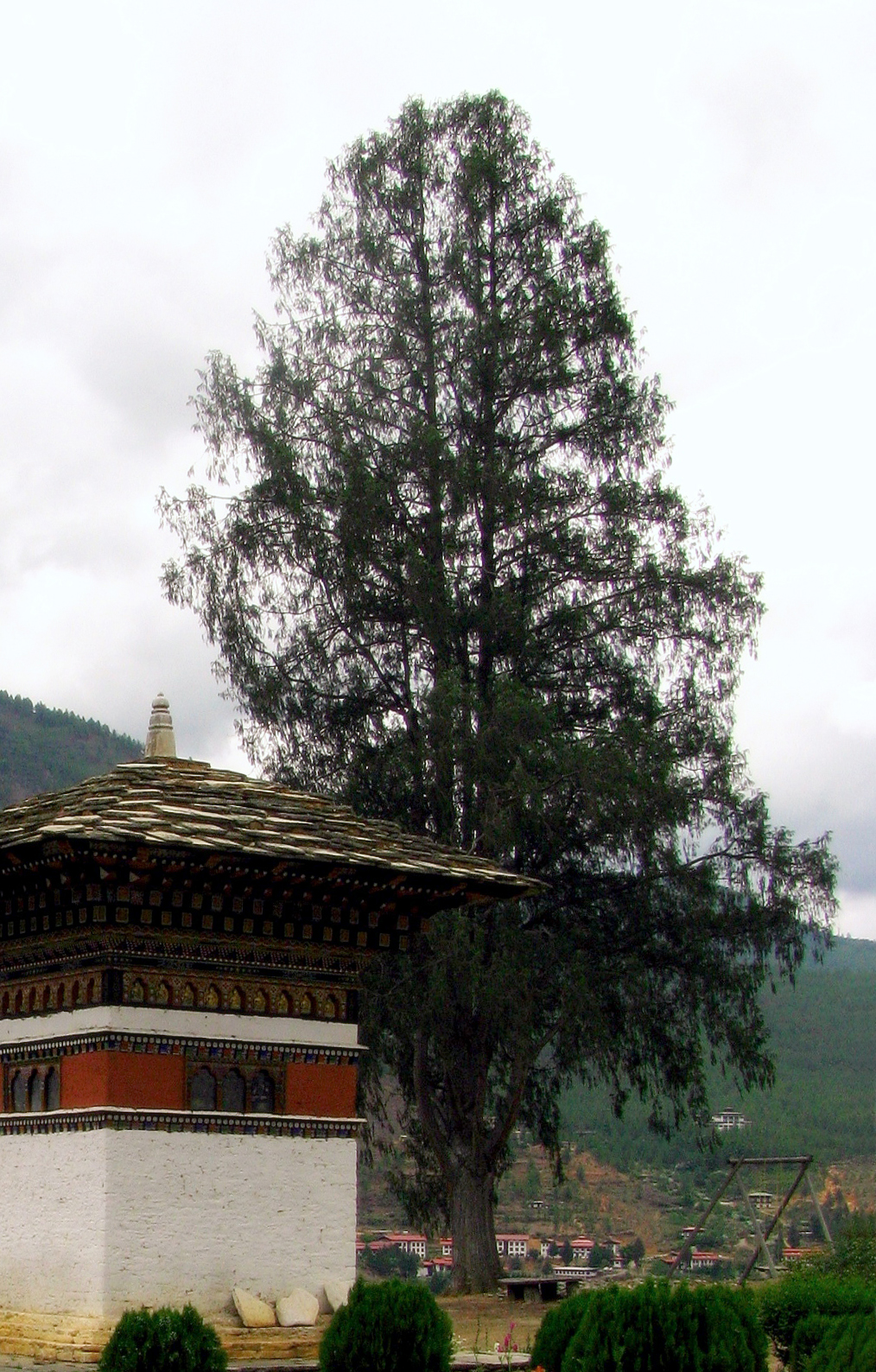
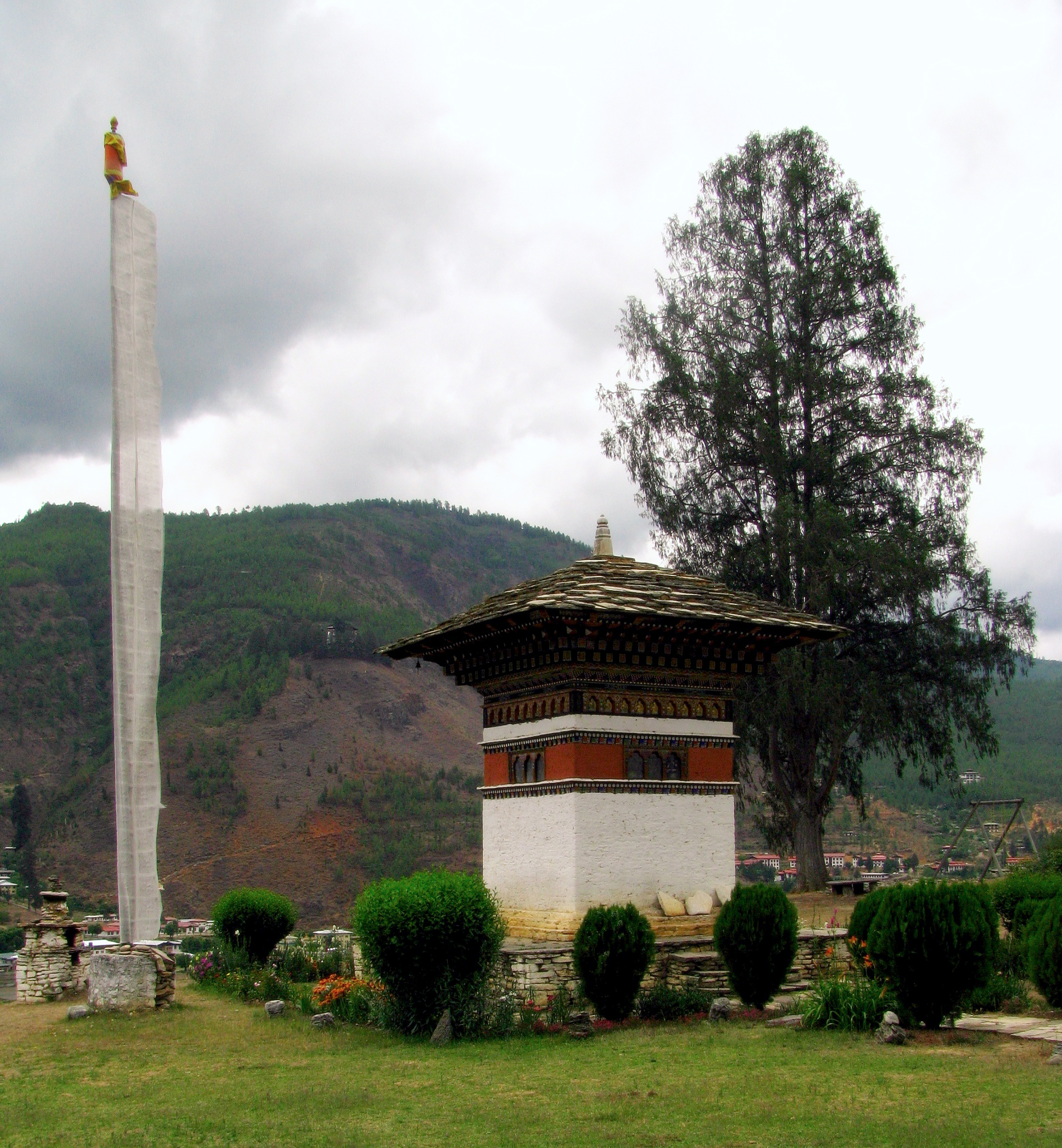
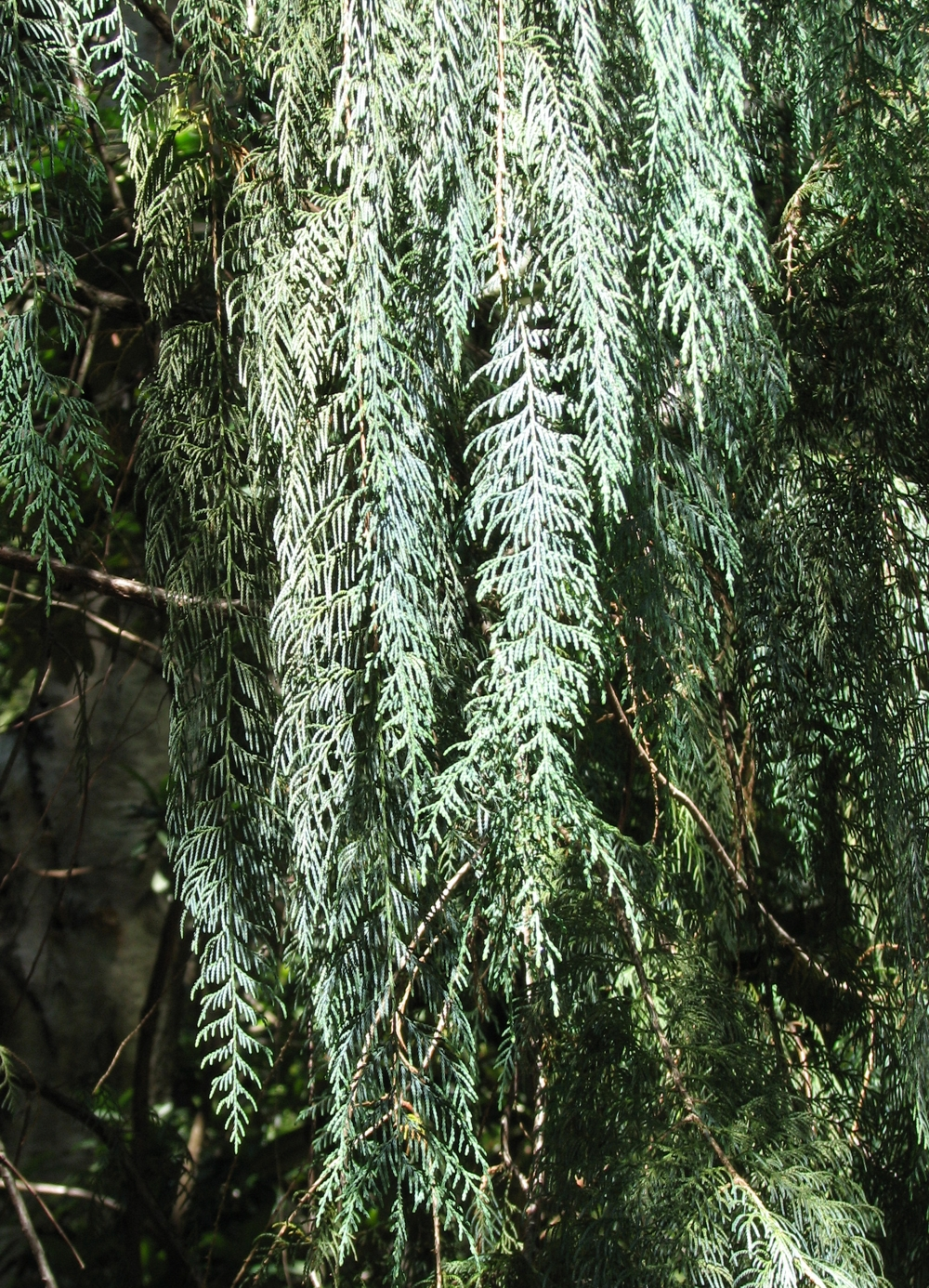